# Primera División de la República Federal de Yugoslavia 1999-2000
La Primera División de la República Federal de Yugoslavia, en su temporada 1999-2000, fue la 8ª edición del torneo; en esta participaron clubes de la actual Serbia y de Montenegro; el campeón fue el club Estrella Roja de Belgrado que consiguió el 21° título en su historia, logró además el doblete al vencer en la final de la copa al club Napredak Krusevac. 

## Formato de competición
Los mejores veintidós clubes del país participaron en la competición y se agrupan en un único grupo en que se enfrentan dos veces a sus oponentes. Al final de la temporada para permitir el paso de la primera división de 22 a 18 clubes, los seis últimos de la clasificación son relegados y sustituidos por los dos mejores clubes de la Segunda Liga.
Antes del inicio de la temporada, el club KF Prishtina abandonó la competencia para pasar a integrar la Superliga de Kosovo.

## Primera Liga
| Pos | Club                   | PJ      | PG      | PE      | PP      | GF      | GC      | DG      | Pts     |
| --- | ---------------------- | ------- | ------- | ------- | ------- | ------- | ------- | ------- | ------- |
| 1.  | Estrella Roja Belgrado | 40      | 33      | 6       | 1       | 85      | 19      | +66     | 105     |
| 2.  | Partizan Belgrado      | 40      | 32      | 5       | 3       | 111     | 30      | +81     | 101     |
| 3.  | Obilić Belgrado        | 40      | 28      | 5       | 7       | 71      | 32      | +39     | 89      |
| 4.  | Rad Belgrado           | 40      | 17      | 9       | 14      | 56      | 46      | +10     | 60      |
| 5.  | Sutjeska Nikšić        | 40      | 17      | 9       | 14      | 50      | 50      | 0       | 60      |
| 6.  | Čukarički Belgrado     | 40      | 15      | 11      | 14      | 42      | 43      | -1      | 56      |
| 7.  | OFK Belgrado           | 40      | 15      | 10      | 15      | 58      | 62      | -4      | 55      |
| 8.  | Železnik Belgrado      | 40      | 15      | 9       | 16      | 55      | 47      | +8      | 54      |
| 9.  | Zemun Belgrado         | 40      | 15      | 9       | 16      | 47      | 57      | -10     | 54      |
| 10. | Vojvodina Novi Sad     | 40      | 15      | 8       | 17      | 54      | 40      | +14     | 53      |
| 11. | Radnički Niš           | 40      | 16      | 4       | 20      | 50      | 49      | +1      | 52      |
| 12. | Budućnost Podgorica    | 40      | 15      | 7       | 18      | 45      | 45      | 0       | 52      |
| 13. | Radnički Kragujevac    | 40      | 13      | 13      | 14      | 35      | 41      | -6      | 52      |
| 14. | Hajduk Kula            | 40      | 15      | 7       | 18      | 39      | 46      | -7      | 52      |
| 15. | Milicionar Belgrado    | 40      | 14      | 9       | 19      | 52      | 52      | 0       | 51      |
| 16. | Sartid Smederevo       | 40      | 14      | 8       | 18      | 42      | 47      | -5      | 50      |
| 17. | Proleter Zrenjanin     | 40      | 12      | 10      | 18      | 36      | 49      | -13     | 46      |
| 18. | Hajduk Belgrado        | 40      | 14      | 3       | 23      | 56      | 75      | -19     | 45      |
| 19. | Mogren Budva           | 40      | 13      | 5       | 22      | 40      | 70      | -30     | 44      |
| 20. | Spartak Subotica       | 40      | 8       | 5       | 27      | 34      | 84      | -50     | 29      |
| 21. | Borac Čačak            | 40      | 6       | 4       | 30      | 36      | 100     | -64     | 22      |
| 22. | FK Priština            | forfait | forfait | forfait | forfait | forfait | forfait | forfait | forfait |

### Máximos Goleadores
| Goles               | Jugador                | Club |
| ------------------- | ---------------------- | ---- |
| Mateja Kezman       | FK Partizan            | 27   |
| Michael Pjanović    | Estrella Roja Belgrado | 22   |
| Peter Divić         | OFK Belgrado           | 21   |
| Vladimir Ivic       | FK Partizan            | 19   |
| Saša Ilić           | FK Partizan            | 19   |
| Dragan Djukanovic   | Mogren Budva           | 17   |
| Nenad Mirosavljevic | Proleter Zrenjanin     | 15   |
| Gabriel Radojičić   | Obilić Belgrado        | 15   |

## Segunda Liga
| Pos | Club              | PJ | PG | PE | PP | GF | GC | DG | Pts |
| --- | ----------------- | -- | -- | -- | -- | -- | -- | -- | --- |
| 1.  | Zeta Golubovci    |    |    |    |    |    |    |    |     |
| 2.  | Napredak Krusevac |    |    |    |    |    |    |    |     |